# Dimorphinoctua cunhaensis
Dimorphinoctua cunhaensis là một loài bướm đêm trong họ Noctuidae.